# Lithobates neovolcanicus
Lithobates neovolcanicus es una especie de anfibio anuro de la familia Ranidae.

## Distribución geográfica
Esta especie es endémica del centro de México. Habita entre los 1500 y 2500 m de altitud:
- en el estado de Jalisco;
- en el estado de Michoacán;
- en el estado de Guanajuato;
- en el estado de Zacatecas;
- en el Estado de México.[4]

## Publicación original
- Hillis & Frost, 1985 : Three new species of leopard frogs (Rana pipiens complex) from the Mexican Plateau. Occasional Papers of the Museum of Natural History, University of Kansas, vol. 117, p. 1-14[5]